# Ciudad de Chelmsford
La Ciudad de Chelmsford (del inglés: City of Chelmsford) es un distrito no metropolitano con el estatus de municipio, ubicado en el condado de Essex (Inglaterra). Tiene una superficie de 338,77 km². Según el censo de 2001, Chelmsford estaba habitado por 157 072 personas y su densidad de población era de 463,65 hab/km².
El 1 de junio de 2012 a Chelmsford le fue concedido el estatus de ciudad para conmemorar el Jubileo de Diamante de Isabel II.